# Saalaffe

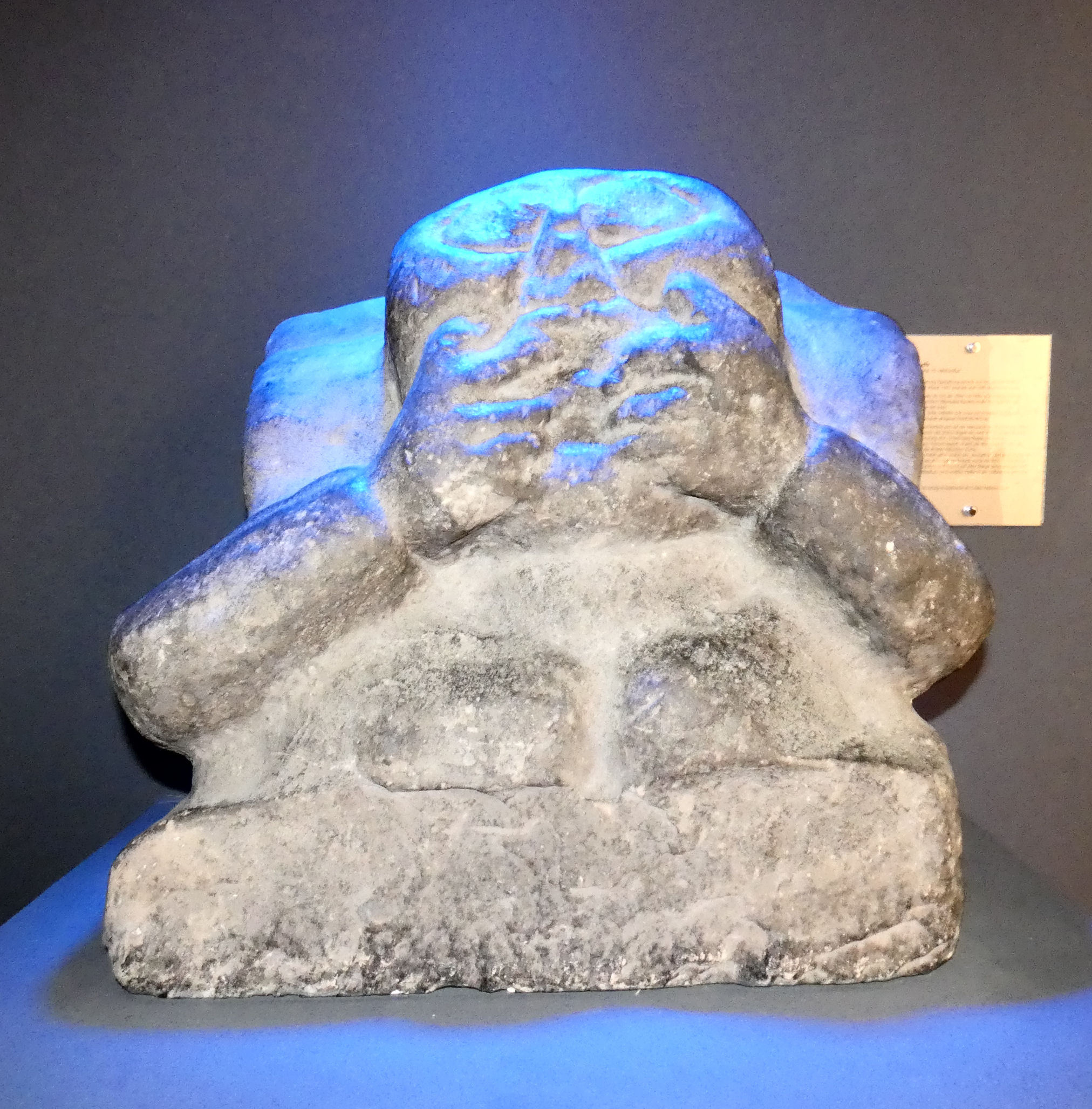
Skulptur des Saalaffen im Technischen Halloren- und Salinemuseum

Der Saalaffe (auch Saalnix) ist die figürliche Darstellung einer Gestalt aus der Sagenwelt der Stadt Halle (Saale). Die Figur ist aus Sandstein gefertigt und war Bestandteil der sogenannten Hohen Brücke über die Saale, die 1172 erbaut wurde. Die Figur stammt ebenfalls aus dem 12. Jahrhundert.
Nach einer Version der Sage wollte der Saalaffe oder Saalnix den Bau der Brücke verhindern, versteinerte schließlich und wurde eingemauert.
Die Figur war Teil eines Pfeilers der Brücke auf seiner Stromseite zwischen dem zweiten und dritten Bogen. Die Brücke wurde 1840 abgerissen. Der Saalaffe gehört heute zur Sammlung des Kunstmuseums Moritzburg Halle (Saale) und wird in den Räumen des Technischen Halloren- und Salinemuseums ausgestellt.
Den Nachforschungen des Merseburger Heimatkundlers Walter Grupe zufolge geht das Wort „Saalaffe“ volksetymologisch auf die wendische Bezeichnung für einen Unhold zurück, der alljährlich ein Menschenleben fordert und somit weder in Beziehung zur Saale noch zu einem Affen steht.

## Quelle
- Erläuterung des „Saalaffe“ genannten Schmucksteins der Hohen Brücke im Salinemuseum von Halle (Saale)